# 佐々木苑子
佐々木 苑子（ささき そのこ、1939年(昭和14年)7月8日 - ）は、昭和・平成時代の染織作家。母は随筆家・染織研究家の佐々木愛子。従弟は彫刻家の舟越桂。

## 経歴

### 生い立ち
1939年（昭和14年）、東京都杉並区に生まれる。その後、広島、北海道、東京で育つ。1963年（昭和38年）、桑沢デザイン研究所ビジュアルデザイン学科卒業。テキスタイルデザイナーとして織物の図案を描く仕事をしていたが、24歳の時染織の道を志す。1965年から3年間、静岡県富士宮市の織物手織紬工房にて織物の技術を学ぶ。1969年（昭和44年）、自宅に織物工房を設置。以降日本伝統工芸展を中心に絵絣や紋織の着物を発表し続け、制作・後進の指導・普及活動を行っている。

### 染織作家としての活動
1971年　第11回伝統工芸新作展で《紬織着物「早春」》が初入選。
1972年　第19回日本伝統工芸展で《「水葵」(紋織着物)》が初入選。
1974年　伝統工芸第11回日本染織展で《春つ方》が初入選。
1975年　第22回日本伝統工芸展に《紬織絵絣着物「叢生」》を出品し、日本工芸会総裁賞を受賞。
1978年　第1回個展「草木染による佐々木苑子絵絣紬作品展」開催。
1982年　第22回伝統工芸新作展で鑑審査委員を務め、《紬織着物「玉かずら」》を出品。
1993年　ローマ・バチカン訪問。ヨハネ・パウロ2世 (ローマ教皇)に謁見し、祭服（カズラ (衣服)）を献上する。
2001年　第48回日本伝統工芸展に《絵絣紬着物「星の原」》を出品し、東京都知事賞を受賞。文化庁買い上げとなる。
2002年　日本工芸会理事に就任。紫綬褒章受章。
2003年　第50回日本伝統工芸展に《絵絣紬着物「秋つ方」》を出品し、日本伝統工芸展第50回記念　　　賞を受賞。文化庁買い上げとなる。
2005年　重要無形文化財《紬織》保持者に認定。
2014年　「日本伝統工芸展60回記念　人間国宝展　生み出された美、伝えゆくわざ」（東京国立博物館）に《絵絣紬着物「翠嵐」》が出品される。
2015年　群馬県立近代美術館にて「人間国宝　佐々木苑子―絵絣紬に生きる―」展を開催。

## 代表作
- 紬織絵絣着物「叢生」（1975年）日本伝承染織振興会蔵、第22回日本伝統工芸展・日本工芸会総裁賞[6]
- 絵絣紬着物「星の原」（2001年）文化庁蔵、第48回日本伝統工芸展・東京都知事賞[8]
- 絵絣紬着物「秋つ方」（2003年）文化庁蔵、第50回日本伝統工芸展・第50回記念賞[8]

## 表彰
- 1991年　第17回民族衣裳文化功労者賞[7]
- 2002年　紫綬褒章[8][9]
- 2005年　重要無形文化財《紬織》保持者[8]
- 2008年　杉並名誉区民[11]
- 2009年　旭日小綬章[11]